# Alunelul
Alunelul este un cunoscut dans popular românesc originar din regiunea Oltenia. Cuvântul „Alunel” înseamnă „alună mică”. Alunel este foarte simplu și, prin urmare, este adesea predat începătorilor și copiilor. Există mai multe variante, precum Alunelul Copiilor. Există și un text care se cântă în timpul spectacolului Alunelul:
Alunelu, alunelu, hai la joc

Să ne fie, să ne fie cu noroc.

Cine-n horă o să joace

Mare, mare se va face

cine n-o juca de fel

Să rămână mititel.